# Infamous: Festival of Blood
InFamous: Festival of Blood (стилізовано під inFAMOUS: FESTIVAL OF BLOOD) — відеогра у жанрі пригодницький бойовик, розроблена компанією Sucker Punch Productions для ігрової консолі PlayStation 3. Festival of Blood - це доповнення до серії InFamous, засноване на рушії та мапі InFamous 2, але для гри не потрібна її копія.
Історія відступає від канону серії InFamous, будучи пародією, розказаним другом головного героя Зіком Данбаром, і слідує за історією поступового перетворення Коула на вампіра. У грі з'явилися нові персонажі та здібності, нові комічні кат-сцени, створені на основі користувацького контенту (UGC) основної гри InFamous 2, а також підтримка контролера PlayStation Move. На відміну від попередніх ігор, кармічний вибір не передбачений через стан вампіра Коула, і він не карає гравця за вбивство мирних жителів, випивши їхню кров. Натомість вони слугують способом поповнення здоров'я Коула, коли він отримує пошкодження.
InFamous: Festival of Blood - разом з InFamous та InFamous 2 - вийшла 28 серпня 2012 року як частина InFamous Collection в рамках нової лінійки PlayStation Collections від Sony для PlayStation 3.

## Сюжет
Зік Данбар знайомиться в барі з жінкою і розмовляє з нею, коли та помічає комікс, який читав Зік. Жінка збирається йти, аж поки Зік не згадує про свої стосунки з Коулом Макгратом, переконуючи жінку залишитися і послухати, як він починає розповідати їй історію за участю Коула під час подій "Ночі вогнищ", вигаданого святкування в Нью-Маре.
Під час цієї події Коул досліджує сусідню церкву, почувши крики, рятуючи цивільних, які опинилися в пастці в її зруйнованих катакомбах. Коли Коул заглиблюється у пошуках інших вцілілих, він натрапляє на крики жінки, яка виявляється вампіром. На Коула надягають наручники і тягнуть до гробниці в глибині церкви, і він прокидається над трупом вампіра, відомого як Кривава Мері. Один з вампірів розрізає вену на шиї Коула і капає своєю кров'ю на тіло Мері, пробуджуючи її завдяки своїм надлюдським властивостям. Потім вона кусає Коула, п'є його кров і перетворює його на вампіра, а її молодість і сила відновлюються з крові провідника Коула.
Коли Коул приходить до тями, він розуміє, що його особиста зброя, підсилювач, зникла, що змушує його створити імпровізований дерев'яний кілок, щоб пробитися назовні. Врятувавшись, він, на свій жах, усвідомлює, що Мері тепер може вторгнутись у його свідомість. Вона дражнить Коула телепатично, кажучи, що до світанку він завершить своє перетворення і назавжди стане її маріонеткою. Спонукуваний потребою пити кров, він харчується випадковою цивільною особою. У той самий час з'являються послідовники Мері і починають збирати інших цивільних, користуючись Ніччю Вогню, щоб змішатися з натовпом. У пошуках рішення Коул зв'язується з Зіком, і вони починають досліджувати "Ніч Вогнища" - свято на честь спалення Кривавої Марії міським героєм отцем Ігнатієм багато століть тому. Врешті-решт вони знаходять фольклор, пов'язаний з отцем Ігнатієм, зокрема зброю, яку він виготовив для вбивства вампірів, - Колючий Хрест.
Коул вирушає на могилу Ігнатія, щоб забрати зброю, але виявляє, що вампіри вже забрали її. Використовуючи свої тонко налаштовані вампірські чуття, Коул може ідентифікувати вампіра, який вкрав хрест, але у нього його теж немає. У відчаї Коул вирушає до могили Кривавої Мері, вважаючи, що вона знаходиться там. Натомість він виявляє змову вампірів, які планують підпалити поверхню Нью-Маре за допомогою бомб з білим фосфором, а також пам'ятні речі, які зберігала Кривава Мері, що розповідають про її минуле.
Згідно з цими спогадами, колись Мері була гувернанткою в заможній родині, доки не захворіла на віспу зі смертельним наслідком. Її шанувальник, вампір на ім'я Марко, звернув її, щоб врятувати їй життя, і вони вирушили до Європи, щоб почати нове життя. Однієї ночі вони потрапили в засідку, влаштовану Ігнатієм, і Марко був убитий, проклявши Мері назавжди залишитися вампіром. Розлючена, Марія заснувала власний клан і поїхала до Нью-Маре, де тероризувала мешканців, поки Ігнатій не схопив її і не спалив живцем.
Усвідомлюючи силу хреста, Коул і Зік вирушили на його пошуки. Знайшовши його, вони штурмують церкву: Коул стримує Марію та її військо, а Зік закладає фосфорні бомби, які він викрав раніше. Зі сходом сонця Коул намагається втекти з церкви, а Зік підриває бомби, знищуючи Мері та її клан. Її смерть звільняє Коула, і він повертається до нормального життя.
Повернувшись у сьогодення, Зік закінчує свою історію. Жінка відмовляється вірити йому, доки не приходить Коул, якому потрібна допомога Зіка, щоб витягти підсилювач з басейну. Жінка слідує за Коулом, щоб допомогти йому, і дякує Зіку за те, що він її "проінформував", перш ніж виявити, що вона вампір, на його превеликий подив.

## Прийом
| Агрегатор  | Оцінка |
| ---------- | ------ |
| Metacritic | 78/100 |

| Видання     | Оцінка |
| ----------- | ------ |
| Eurogamer   | 6/10   |
| GameSpot    | 7/10   |
| GamesRadar+ | [ 6 ]  |
| Giant Bomb  | [ 7 ]  |
| IGN         | 7.5/10 |
| Push Square | [ 9 ]  |

InFamous: Festival of Blood отримав "загалом позитивні відгуки", згідно з агрегатором рецензій Metacritic.
Станом на 19 листопада 2011 року гра була першою за кількістю завантажень в PlayStation Network і другою за кількістю завантажень у листопаді 2011 року. За даними PlayStation Blog, Festival of Blood стала найшвидше завантажувальною грою для PlayStation 3, запущеною в PlayStation Network, станом на грудень 2011 р. Пізніше цей рекорд був перевершений грою Journey.